# Dioclea glabra
Dioclea glabra är en ärtväxtart som beskrevs av George Bentham. Dioclea glabra ingår i släktet Dioclea och familjen ärtväxter. Inga underarter finns listade i Catalogue of Life.